# Хусанджанов Бабаджан
Бабаджан Хусанджанов (1905, Російська імперія — ?) — радянський таджицький державний діяч, 1-й секретар Кулябського обласного комітету КП(б) Таджикистану, голова Ура-Тюбинського облвиконкому. 

## Життєпис
Народився в родині робітника. Трудову діяльність розпочав із вісімнадцятирічного віку.
Закінчив тримісячні педагогічні курси.
Член РКП(б) з 15 липня 1925 року.
У липні 1925 — квітні 1926 року — завідувач Мірзачульського повітового відділу народної освіти Сирдар'їнської області.
З грудня 1926 року — в розпорядженні Народного комісаріату освіти Таджицької АРСР.
Закінчив Узбецький інститут освіти. Навчався на Ташкентському відділенні Комуністичного університету народів Сходу.
У 1940—1941 роках — 1-й секретар Кулябського обласного комітету КП(б) Таджикистану.
У 1945—1946 роках — голова виконавчого комітету Ура-Тюбинської обласної ради депутатів трудящих Таджицької РСР.
З 1947 року — директор Кіровабадського бавовноочисного заводу Таджицької РСР.
Подальша доля невідома.

## Нагороди та звання
- орден «Знак Пошани»
- три медалі